# Altes Schlösschen (Zirndorf)

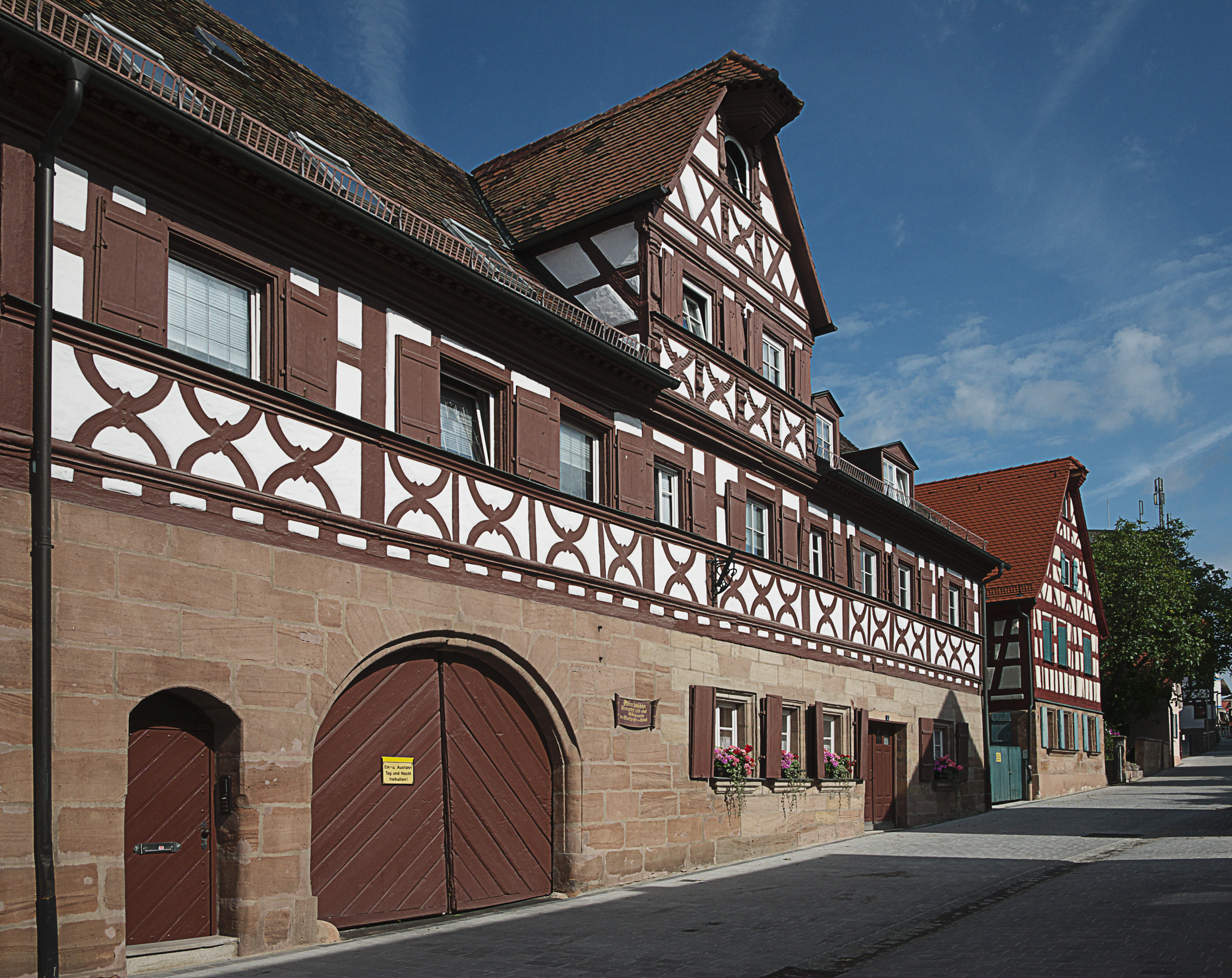
Altes Schlösschen im aktuellen Zustand

Das sogenannte Alte Schlösschen ist ein historisches Fachwerkhaus in der Roten Straße 3 in Zirndorf. Erbaut wurde es vom Markgrafen des Fürstentum Ansbach vermutlich um 1674 zusammen mit der Brauerei. Ursprünglicher Zweck war ein Jagdhaus, da sich seine Wälder bis vor die Tore der Freien Reichsstadt zu Nürnberg erstreckten. Unmittelbar daneben befinden sich noch die Wohngebäude der Bediensteten, Pferdeställe und eine Brauerei. Das Haus ist seit 1835 im Besitz der Familie Rosa/Plöchinger.

## Bauweise
Das Erdgeschoss wurde komplett in Sandstein erstellt, was bei herrschaftlichen Bauten in dieser Gegend durchaus üblich war. Das Obergeschoss ist eine reich verzierte Fachwerkkonstruktion. Auch das breite Zwerchhaus ist mit genasten Andreaskreuzen, Feuerböcken und Schnitzereien mit Halbsäulen reich verziert. Das Fachwerk ist deutlich vom Nürnberger Fachwerkbau beeinflusst.

## Nutzung
Das Gebäude wurde im Laufe der letzten Jahre wiederholt saniert. Bei der Sanierung 1988 war das Landesamt für Denkmalpflege mit eingeschaltet. Das Fachwerk erhielt nach mehreren Übermalungen (grün, blau) seine ursprüngliche Farbe ochsenblut zurück. Ingeborg Plöchinger wurde dafür vom Bezirk Mittelfranken für hervorragende denkmalpflegerische Leistungen ausgezeichnet. Das Haus dient als Wohnhaus.